# Rátót László
Rátót nembeli László (? – 1328 április) a 13. és 14. század fordulóján élt, a Rátót nemzetségből származó magyar főnemes és földbirtokos volt, aki 1300-ban szlavón bánként szolgált. Kezdetben, az interregnum korában a trónkövetelő Vencel udvarának tagja volt. Rokonságával együtt később csatlakozott Anjou Károlyhoz. Élete utolsó évtizedében kegyvesztetté vált. A Tari család őse volt.

## Családja
László (vagy Lack) a tekintélyes és befolyásos Rátót nemzetségbe született I. („Porc”) István fiaként, aki Kun Erzsébet magyar királyné közeli bizalmasa volt, és udvarában 1265-től több tisztséget is betöltött. Valószínű, hogy István egyetlen ismert felesége, Smaragd Aglent nem László anyja volt. 1327-ben még élt, és a budai Sibylla begina kolostor apácája volt. Testvérei, László és Aynard már 1350-ben is tevékeny udvaroncok voltak. Lászlónak négy fivére volt ismert: a legidősebb, II. Domonkos évtizedekig a család tényleges fejének és hatalmas bárónak számított. Lőrinc az 1282-es Hód-tavi csatában vesztette életét. Kakas 1312-ben a rozgonyi csatában vesztette életét. A legfiatalabb testvér III. Leusták volt. A korabeli feljegyzések először csak 1338-ban említik, így feltehetően jóval fiatalabb volt néhai testvéreinél, édesanyja pedig talán Smaragd Aglent volt.
László 1290-ben eljegyezte a Kacsics nemzetség zagyvafői ágból származó Kacsics Miklós ismeretlen nevű leányát. Három gyermekük született; II. Olivér, Tari István (a Tari nemesi család első tagja) és Anka (Anne), aki feleségül ment egy bizonyos Pozsegai Thepsenhez. László dédunokája Tari Lőrinc, a híres Zsigmond-kori lovag és zarándok volt. A Tari család 1472-ben kihalt.

## Élete
Lászlót először egy nem hiteles oklevél említi 1283-ban, amely egy birtokok felosztását követő perről és a rokonságon belüli megállapodásról szól. Hét évvel később, 1290-ben aláírta azt az okiratot is, amely a Nógrád megyei Rátót és Kacsics nemzetség közötti békemegállapodást rögzítette azon sorozatos összecsapások után, ami Kacsics Leusták brutális meggyilkolásához és várainak lerombolásához vezetett. A szerződés értelmében Rátót László eljegyezte a néhai Leustach nővérét.
Lászlót testvérével, Domonkossal együtt az 1290-es koronázás óta III. András magyar király hűséges támogatójaként tartották számon. László és rokonsága 1298 nyarán részt vett a pesti elöljárók, nemesek, szászok, székelyek és kunok gyűlésén. 1291 februárja körül nevezték ki asztalnokmesternek, és a méltóságot legalább 1294 júliusáig viselte, de mivel ebben az évtizedben nem szerepel a forrásokban más, aki ezt a tisztséget viselte volna, feltételezhető, hogy László 1300-ig, szlavón bánná való kinevezéséig szolgált ebben a tisztségben. Sőt, talán III. András haláláig és az Árpád-ház 1301. januári kihalásáig is betöltötte ezt a hivatalt. Mivel a 13. század utolsó éveire a Szlavónia feletti szuverenitás megoszlott a Kőszegiek és a Babonićok között, akik oligarchaként a királyi hatalomtól függetlenül irányították tartományaikat, László valószínűleg nem rendelkezett tényleges ellenőrzéssel Szlavónia felett, csak a királyi udvarban viselte a címet. A 13. század végén vagy a 14. század elején a rokonságon belüli újabb birtokmegosztást követően László és ága lett a Mátra hegyvonulatában található kis erődítmény, Ágasvár egyedüli tulajdonosa, mely korábban a rokonság lakóhelyeként működött.
Az András halála után kibontakozó trónharcban László támogatta Vencel trónkövetelését. Tagja volt annak a magyar küldöttségnek, amely Csehországba utazott, és felajánlotta a koronát az ifjú hercegnek. Vencel apja, II. Vencel cseh király 1301. augusztus elején Hodonínban találkozott a magyar követekkel, és fia nevében elfogadta ajánlatukat. Lászlót 1302 októberében a királynéi udvar tárnokmestereként említették (bár Vencelnek Tössi Erzsébet személyében csak menyasszonya volt, aki akkoriban Ausztriában élt). 1307-ben László testvéreivel és unokatestvéreivel együtt hűségesküt tett Anjou Károlynak.  1307. október 10-én részt vett a rákosi országgyűlésen, amely megerősítette Károly trónigényét. Testvéreivel, Domonkossal és Kakassal együtt jelen volt az 1308. november 27-i pesti országgyűlésen, ahol Károlyt egyhangúlag királlyá kiáltották ki.  Személyét Domonkos képviselte I. Károly második megkoronázásán, 1309. június 15-én.
Bátyjának, Domonkosnak 1320 második felében bekövetkezett halála után öccsével, III. Leustákkal László maradt nemzetségének utolsó tagja. Károly országegyesítő háborúja után fokozatosan elvesztette befolyását a királyi udvarban, ahol képzett katonák és katonai vezetők jelentek meg. Az 1320-as évek elején László összetűzésbe keveredett egyikükkel, Mikcs Ákos szlavón bánnal, aki sikeresen harcolt az oligarchák és Károly többi ellensége ellen. Szembenállásuk miatt László, aki a régi elitet képviselte a király „új arisztokráciájával” szemben, kegyvesztett lett a királyi udvarban. Ezt követően bebörtönözték és halálra ítélték. A Pest megyei Váchartyán és Kisnémedi, valamint a Nógrád megyei Selid 1325-ben Mikcs Ákosra hagyásával váltotta meg szabadságát. Ezzel egyidejűleg vejét, Thepsent, aki Váchartyán egy részét örökölte volna, Vácrátót egy részével kártalanította. László ezt követően visszavonult a közélettől. Végakaratát és végrendeletét 1328 áprilisában állította össze, majd hamarosan meghalt.

## Fordítás
Ez a szócikk részben vagy egészben  a   Ladislaus Rátót című angol Wikipédia-szócikk ezen változatának fordításán alapul.  Az eredeti cikk szerkesztőit annak laptörténete sorolja fel. Ez a jelzés csupán a megfogalmazás eredetét és a szerzői jogokat jelzi, nem szolgál a cikkben szereplő információk forrásmegjelöléseként.